# Торговці славою
«Торговці славою» (інша назва: «Мертві не повертаються») — радянський німий художній фільм 1929 року, знятий Леонідом Оболенським за мотивами п'єси Марселя Паньоля і Поля Нівуа.

## Сюжет
Дія фільму розгортається у Франції під час першої світової війни. Батько і син Башле є військовослужбовцями французької армії. Після загибелі Башле-молодшого, його називають національним героєм, активно використовуючи факт його загибелі у передвиборній кампанії для боротьби з комунізмом. У момент відкриття пам'ятника на його честь з'являється сам герой, який повернувся на батьківщину. Виявляється, що Башле-молодший насправді був всього лише контужений, а не вбитий. Він використовує цю ситуацію для призову присутніх припинити імперіалістичну війну. Після чого слідує його арешт і звинувачення у самозванстві.

## У ролях
- Всеволод Аксьонов —  сержант Анрі, «незнайомець»
- Анна Стен —  Івоні
- Анель Судакевич —  Жермена Башле
- Павло Поль —  Бермера
- Я. Волков —  Башле, чиновник інтендантства
- Володимир Барський —  майор Бланшар
- Ігор Стравинський — Парло, робітник-комуніст
- Рафаїл Корф — редактор

## Знімальна група
- Автори сценарію: Леонід Оболенський, Микола Равич
- Режисер-постановник: Леонід Оболенський
- Оператори: Олександр Дорн, Ігор Туровцев
- Художники-постановники: Сергій Козловський, Іван Степанов